# Христо Смирненски (булевард във Варна)
„Христо Смирненски“ е булевард в жилищните райони Младост и Приморски във Варна. Той свързва бул. „Владислав Варненчик“, бул. „Сливница“, бул. „Цар Освободител“ и бул. „Осми приморски полк“. Носи творческия пседоним на социалния поет Христо Измирлиев.

## Обекти
Северна страна
- Университетска болница „Света Марина“
- Военноморска болница
- Варненски затвор